# Neikeng
Neikeng (kinesiska: 内坑) är en köping i sydöstra Kina. Den ligger i Jinjiang i staden Quanzhou i provinsen Fujian omkring 170 kilometer sydväst om provinshuvudstaden Fuzhou. Antalet invånare är 80 329. Befolkningen består av 38 200 kvinnor och 42 129 män. Barn under 15 år utgör 15,0 %, vuxna 15-64 år 78 %, och äldre över 65 år 6,0 %.